# 李家隆介

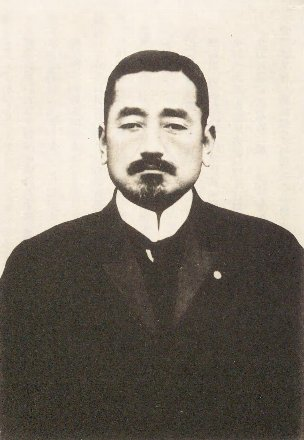
李家隆介

李家隆介（日语：／ Rinoie takasuke */?，1866年—1933年7月23日）是一位日本政治人物。

## 生平
1866年出生于日本京都府。父亲李家隆彦是长州藩的一名医生，毕业于开成中学校及高等学校和舊制第一高等學校。1890年7月获得東京大學大學院法學政治學研究科·法學部政治科学士学位。1891年4月通过考试，同年7月进入内務省任职。先后担任过大分县、富山县参赞，冈山县、神奈川县书记官。1902年12月担任富山县知事。还陆续出任石川县知事、静冈县知事、长崎县知事。1917年3月辞职。1920年至1922年担任下关市长。
次子李家孝是三菱制钢会长。